# FK Borac Čačak
Pour les articles homonymes, voir Borac Čačak.
Maillots
Le Fudbalski Klub Borac Čačak (en serbe : Фудбалски Клуб Борац Чачак), plus couramment abrégé en Borac Čačak, est un club serbe de football fondé en 1926 et basé dans la ville de Čačak.
Igor Spasic en est l'entraineur depuis 2017.

## Historique
- 1926 : fondation du club
- 2008 : Participation au premier tour de la Coupe UEFA

## Bilan sportif

### Palmarès
| Compétitions nationales                    |
| ------------------------------------------ |
| - Coupe de Serbie : - Finaliste : 2011-12. |

### Bilan par saison
| Saison    | Championnat | Championnat | Championnat | Championnat | Championnat | Championnat | Championnat | Championnat | Championnat | Championnat | Coupe de Serbie     |
| Saison    | Division    | Pos         | Pts         | J           | V           | N           | D           | BP          | BC          | Diff        | Coupe de Serbie     |
| --------- | ----------- | ----------- | ----------- | ----------- | ----------- | ----------- | ----------- | ----------- | ----------- | ----------- | ------------------- |
| 2006-2007 | 1re         | 10e         | 38          | 32          | 10          | 8           | 14          | 26          | 30          | -4          | Seizièmes de finale |
| 2007-2008 | 1re         | 4e          | 46          | 33          | 12          | 10          | 11          | 29          | 33          | -4          | Seizièmes de finale |
| 2008-2009 | 1re         | 5e          | 40          | 33          | 9           | 13          | 11          | 28          | 35          | -7          | Huitièmes de finale |
| 2009-2010 | 1re         | 11e         | 34          | 30          | 9           | 7           | 14          | 21          | 34          | -13         | Quarts de finale    |
| 2010-2011 | 1re         | 9e          | 36          | 30          | 8           | 12          | 10          | 22          | 31          | -9          | Quarts de finale    |
| 2011-2012 | 1re         | 15e         | 19          | 30          | 4           | 7           | 19          | 16          | 45          | -29         | Finale              |
| 2012-2013 | 2e          | 7e          | 54          | 34          | 16          | 6           | 12          | 47          | 25          | +22         | Quarts de finale    |
| 2013-2014 | 2e          | 2e          | 52          | 30          | 15          | 7           | 8           | 28          | 19          | +9          | Huitièmes de finale |
| 2014-2015 | 1re         | 13e         | 33          | 30          | 8           | 9           | 13          | 29          | 35          | -6          | Seizièmes de finale |
| 2015-2016 | 1re         | 6e          | 53          | 37          | 14          | 11          | 12          | 46          | 43          | +3          | Demi-finales        |
| 2016-2017 | 1re         | 14e         | 31          | 37          | 8           | 7           | 22          | 29          | 51          | -22         | Quarts de finale    |
| 2017-2018 | 1re         | 16e         | 28          | 37          | 7           | 5           | 25          | 31          | 71          | -40         | Huitièmes de finale |
| 2018-2019 | 2e          | 12e         | 39          | 37          | 10          | 9           | 18          | 34          | 49          | -15         | Huitièmes de finale |
| 2019-2020 | 3e Ouest    | 1er         | 50          | 19          | 16          | 2           | 1           | 50          | 13          | +37         | —                   |
| 2020-2021 | 2e          | 14e         | 36          | 34          | 11          | 9           | 14          | 38          | 37          | +1          | —                   |
| 2021-2022 | 3e Ouest    | 4e          | 52          | 30          | 16          | 4           | 10          | 42          | 30          | +12         | Tour préliminaire   |

Légende
- Finaliste ou vice-champion de la compétition.
- Promotion en division supérieure.
- Relégation en division inférieure.

### Bilan européen
Note : dans les résultats ci-dessous, le score du club est toujours donné en premier.
| Saison    | Compétition | Tour            | Club            | Domicile | Extérieur | Total |
| --------- | ----------- | --------------- | --------------- | -------- | --------- | ----- |
| 2008-2009 | Coupe UEFA  | Premier tour Q  | Dacia Chișinău  | 3 - 1    | 1 - 1     | 4 - 2 |
| 2008-2009 | Coupe UEFA  | Deuxième tour Q | Lokomotiv Sofia | 1 - 0    | 1 - 1     | 2 - 1 |
| 2008-2009 | Coupe UEFA  | Premier tour    | Ajax Amsterdam  | 1 - 4    | 0 - 2     | 1 - 6 |

Légende
- Victoire ou qualification pour le tour suivant
- Match nul
- Défaite ou élimination de la compétition

## Personnalités du club

### Présidents
- Milenko Kostić

### Entraîneurs
| - Gojko Zec - Nenad Starovlah (1993 - 1994) - Milovan Đorić - Radovan Gudurić - Slavko Vojičić - Slavenko Kuzeljević (1999 - 2000) - Branko Smiljanić (2003) | - Miodrag Božović (2003 - ?) - Radovan Ćurčić (? - 2007) - Miodrag Božović (2007 - 2008) - Milovan Rajevac (2008) - Nenad Milovanović (2008) - Ljubiša Dmitrović (2008 - 2009) - Miodrag Martać (2009 - 2010) | - Nenad Lalatović (2015) - Ljubiša Stamenković (2015 - 2016) - Thomas Vasov (2016) - Ljubiša Dmitrović (2016) - Vladimir Stanisavljević - Zeljko Kovačević (2021 - ) |

### Anciens joueurs
- Ivica Dragutinovic
- Milovan Rajevac
- Slobodan Marković
- Dragiša Pejović
- Dušan Veškovac